# Hair: O Reality dos Cabelos
Hair: O Reality dos Cabelos é um reality show de competição brasileiro exibido pela RecordTV. É baseado no formato original Hair exibido pela BBC Three no Reino Unido. O reality show é apresentado por Ana Hickmann e o jurado oficial o cabeleireiro Celso Kamura.
A 1.ª temporada estreou no dia 14 de fevereiro de 2020 e terminou em 3 de abril de 2020, com a apresentação de Ana Hickmann e o cabeleireiro Celso Kamura como jurado, sendo transmitido todas as sextas, às 11h00min (UTC−3) na RecordTV, dentro do programa Hoje em Dia e aos sábados, às 22h15min.

## O programa

### Formato
A cada episódio, os cabeleireiros são desafiados a mostrar que realmente são especialistas em cortes e penteados para continuar na disputa pelo prêmio de R$30 mil
Ao longo do episódio Kamura contou com a ajuda de uma celebridade para o julgamento dos melhores penteados.

## Jurado
O cabeleireiro Celso Kamura conta com ajuda de uma celebridade para ver quem continua e seja eliminado.

## Participantes
Foram escolhidos 10 cabeleireiros anônimos do Brasil, sendo 7 do estado de São Paulo, 1 nascido em Manaus residente em Curitiba e 1 participante egresso da Síria
| Temporada | Estreia                 | Final              | Vencedor(a)   | 2.º Lugar    | 3.º Lugar    | Outros participantes em ordem de eliminação                                                                    | Total de participantes | N.º de episódios |
| --------- | ----------------------- | ------------------ | ------------- | ------------ | ------------ | --- | ---------------------- | ---------------- |
| Hair 1    | 14 de fevereiro de 2020 | 4 de abril de 2020 | Emerson Moura | Amanda Lucci | Camila Alves | Joel Nolasco • Thiago Vilas Boas • Shadi Shridy • Telma Garcia • Rafael Wagner • Sherida Talita • Joy Prestupa | 10                     | 8                |

## Controvérsias

### Sobre o vencedor
Em 3 de abril de 2020 na final do reality show Ana Hickmann informou que a campeã tinha sido Amanda Lucci. Só que o mais votado pelo público foi Emerson Moura. A confusão foi comparada ao Miss Universo 2015 e Oscar 2017.
Por causa da confusão a RecordTV decidiu dar o prêmio de R$30 mil aos dois finalistas.
| “ | A Record TV informa que o vencedor do reality Hair foi, na verdade, Emerson Moura. Ele foi o preferido na votação feita pelo portal R7.com. . | ” |

| “ | Após uma constatação de erro de informação do switcher para a apresentadora Ana Hickmann, o programa anunciará o resultado correto . | ” |

Na edição do dia 4 de abril de 2020, como o programa também é exibido no fim de semana, como um programa independente e não apenas um quadro do matinal, então a produção decidiu regravar o anúncio do vencedor para premiar Emerson. A apresentadora ao final do programa pediu desculpas a todos pelo erro:
| “ | Já pedi desculpa a eles, e gostaria de pedir desculpa a vocês [público]. Errar é humano. Na vida, às vezes a gente acerta, mas às vezes a gente erra. E, infelizmente, ao anunciar o vencedor do reality, nós erramos no resultado. Um erro humano, ninguém é impassível de erro. Erramos, o Emerson é o vencedor de Hair. Quando acertamos, acertamos em equipe. Quando erramos, erramos em equipe também . | ” |